# Grandpierre Emil

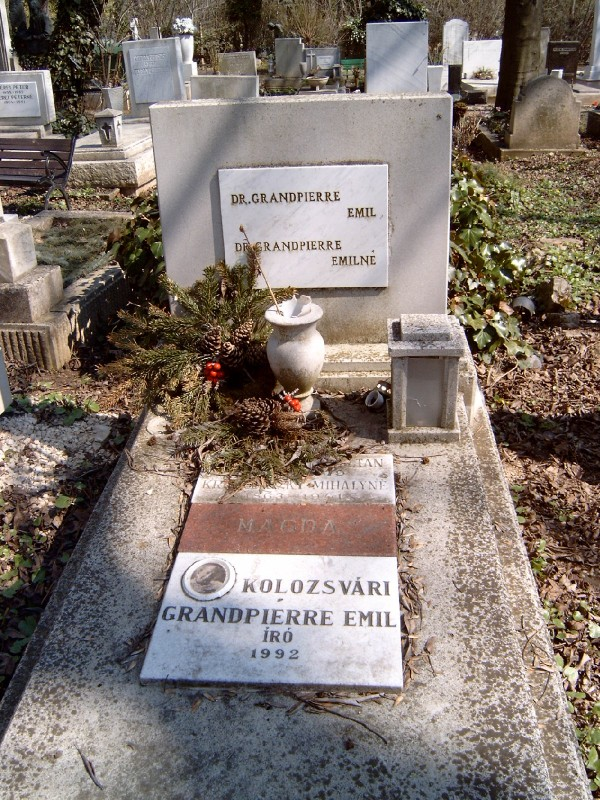
Id. Grandpierre Emil és Kolozsvári Grandpierre Emil sírja a Farkasréti temetőben

Idősebb Grandpierre Emil (írói álneve Nagy Péter) (Nagykanizsa, 1874. november 18. – Budapest, 1938. április 7.) regényíró, jogtudományi és politikai író, Kolozsvári Grandpierre Emil és Grandpierre Edit apja.

## Életútja
Régi francia hugenotta családból származott, dédapja Svájcból költözött Kolozsvárra, ahol francia-német nyelvmester lett. Középiskolai tanulmányait a debreceni Református Kollégiumban, Nagyszeben és a kolozsvári Református Kollégiumban végezte 1893-ban. 1899-ben jogi doktorátust szerzett, majd a kolozsvári törvényszéken joggyakornok, majd járásbíró, ítélőtáblai tanácsjegyző, végül törvényszéki tanácsvezető bíró volt. 1918. december 1-jétől a Károlyi Mihály-kormány megbízásából Kolozsvár és Kolozs megye főispán-kormánybiztosa lett. Az eskütétel megtagadása után a román hatóságok tőle vették át a hatalmat 1919. január 18-án.
Ő volt a Pásztortűz névadója és egyik alapítója. Az 1921-ben megalakult Magyar Szövetség egyik szervezője, ügyvezető alelnöke, illetve 1922-ben a Magyar Nemzeti Párt elnöke lett. 1922 és 1925 között az Országos Magyar Párt alelnöke volt. 1925-ben áttelepült Magyarországra és közigazgatási bíróként dolgozott Budapesten.

## Művei
- Ó, kedves Kolozsvár!, Berlin, 1926
- Három egyfelvonásos színdarab, Kolozsvár, 1926
- A Szamos-parti ház, regény, Kolozsvár, 1927
- A főtéri nagy ház, regény, Kolozsvár, 1933

## Külső hivatkozások
- Sas Péter: Kolozsvár ábrázolása Grandpierre Emil alias Nagy Péter 80 éves lírai városkalauzában, Helikon, XVIII. évfolyam 2007. 22. (492.) szám, november 25.